# Kunst am Kanal

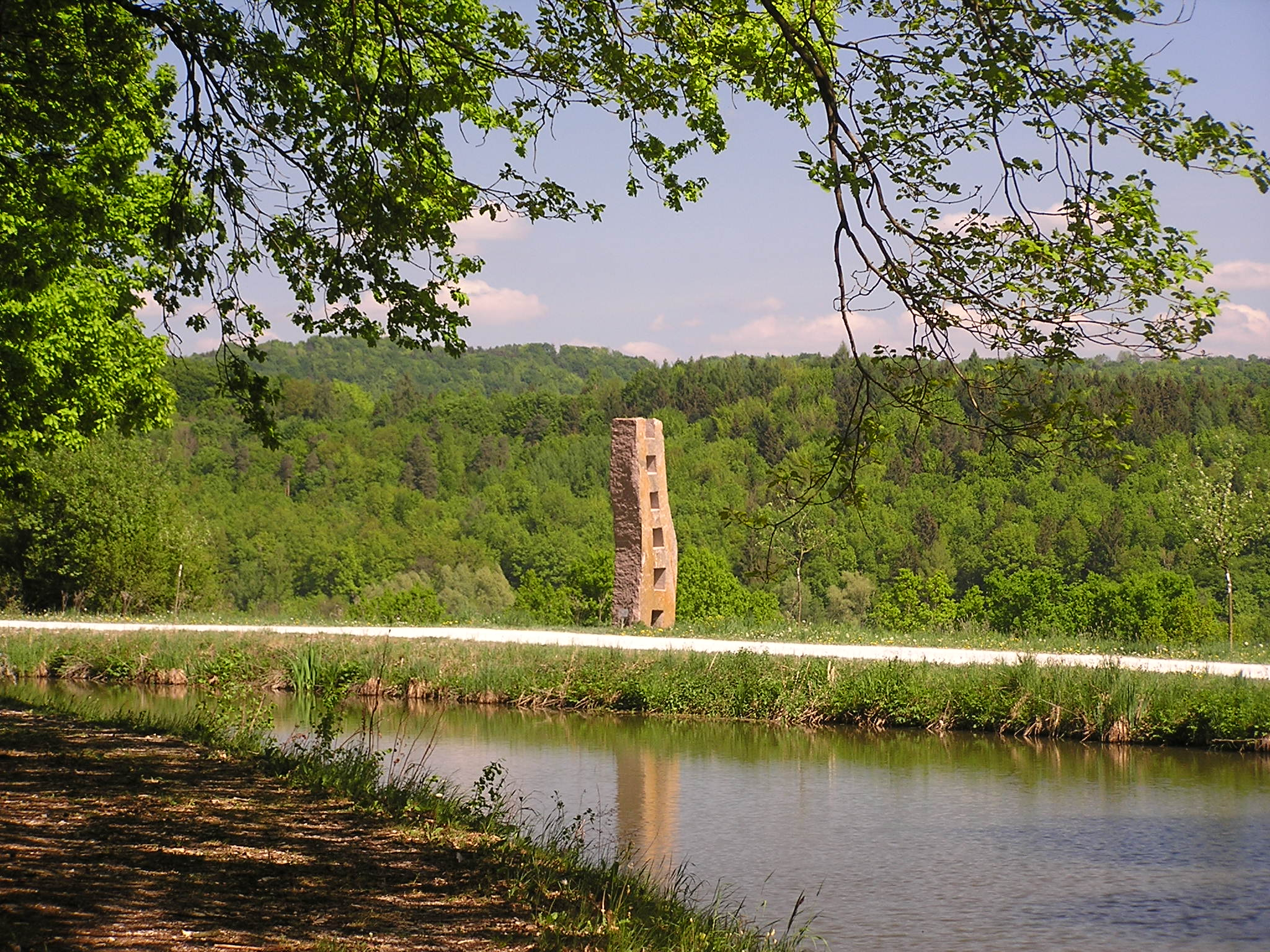
Die Granitskulptur „Himmelsleiter“ bei Unterölsbach

Kunst am Kanal ist ein Kunstprojekt, das seit 2003 im Landkreis Neumarkt in der Oberpfalz entlang des Ludwig-Donau-Main-Kanals entsteht. Dieser seit 1950 stillgelegte Kanal ist heute ein beliebtes Naherholungsgebiet zwischen Nürnberg, Neumarkt in der Oberpfalz und Kelheim.

## Ziel des Projektes
Im Rahmen des Projekts entstehen am Ufer des Ludwigkanals im Gemeindebereich Berg bei Neumarkt i.d.OPf. an verschiedenen Orten Skulpturen, die von regionalen und internationalen Künstlern gestaltet werden. Die Grundidee ist, zeitgenössische Kunst an ungewöhnlichen Objekten der Öffentlichkeit zu präsentieren. In den Orten entlang des Kanals finden dazu außerdem Matinees und Kunst-Workshops statt.
Bisher sind so 6 Skulpturen am Kanal gestaltet worden.

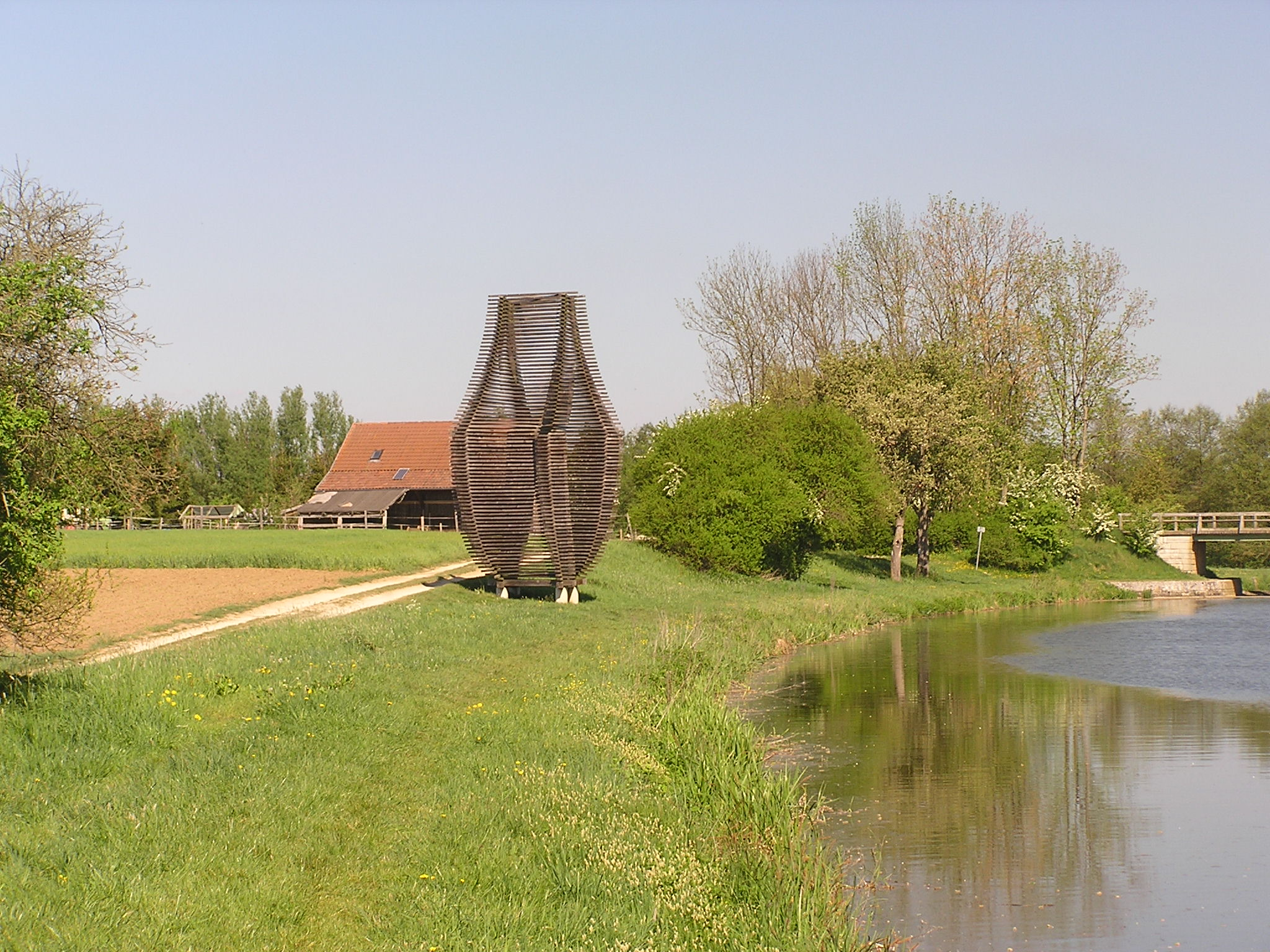
Die Skulptur „Stapelung 3“ vor ihrer Zerstörung

## Kunstwerke

### Stapelung 3
Stapelung 3 ist eine 8 Meter hohe Skulptur des Künstlers Wolfgang Kirchmayr, der an der Kunstuniversität Linz Kunst lehrte. Die Skulptur befindet sich an Heinrichsburgbrücke bei Berg bei Neumarkt in der Oberpfalz.

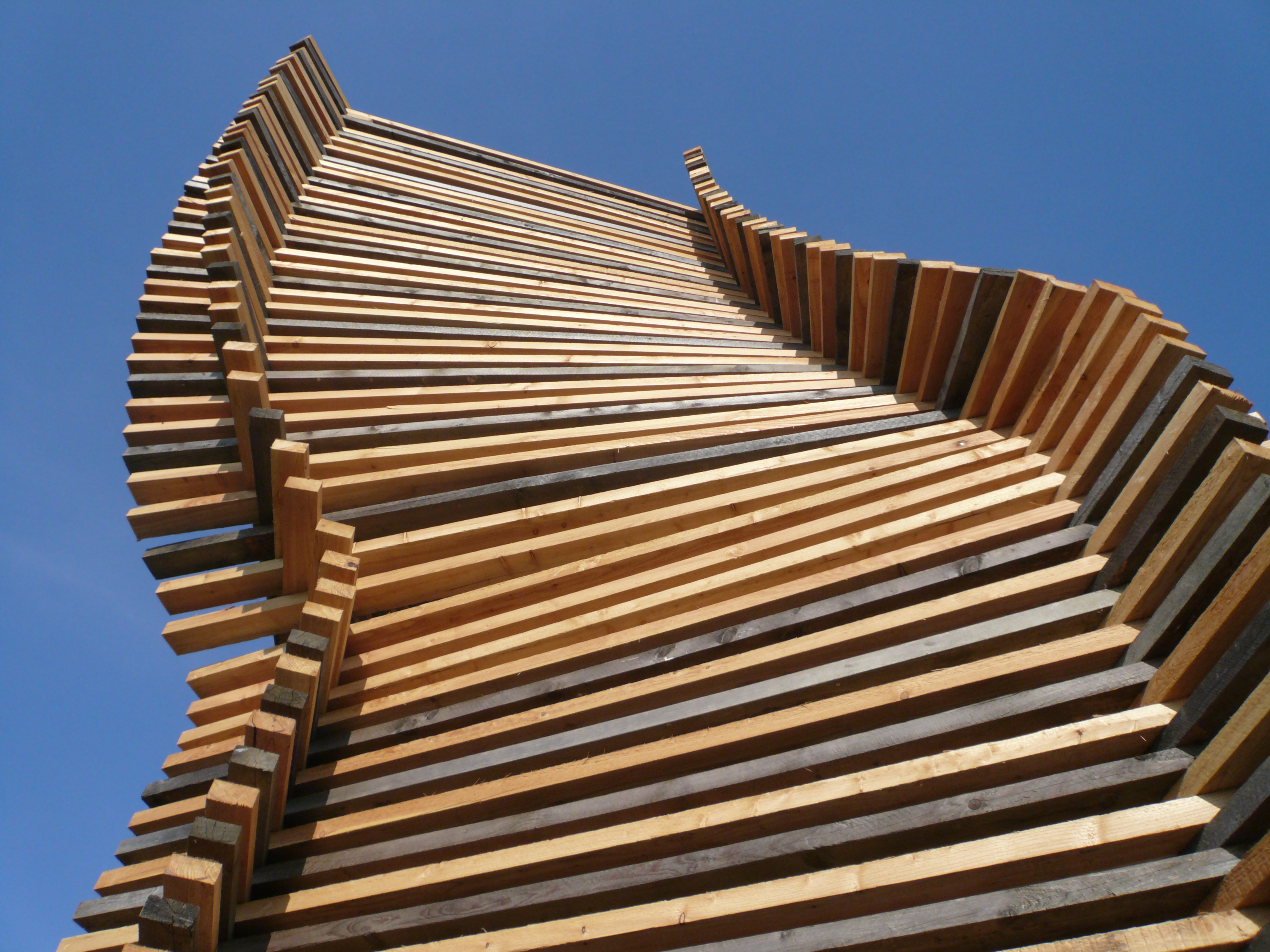
„Stapelung 3“ (zweite Auflage)

Am 1. März 2008 wurde die Skulptur durch den Orkan Emma zerstört. Bei einem Ortstermin mit Fachleuten und dem Künstler im November 2008 wurde festgestellt, dass eine Rekonstruktion möglich ist. Der Wiederaufbau wurde am 24. März 2009 beendet.

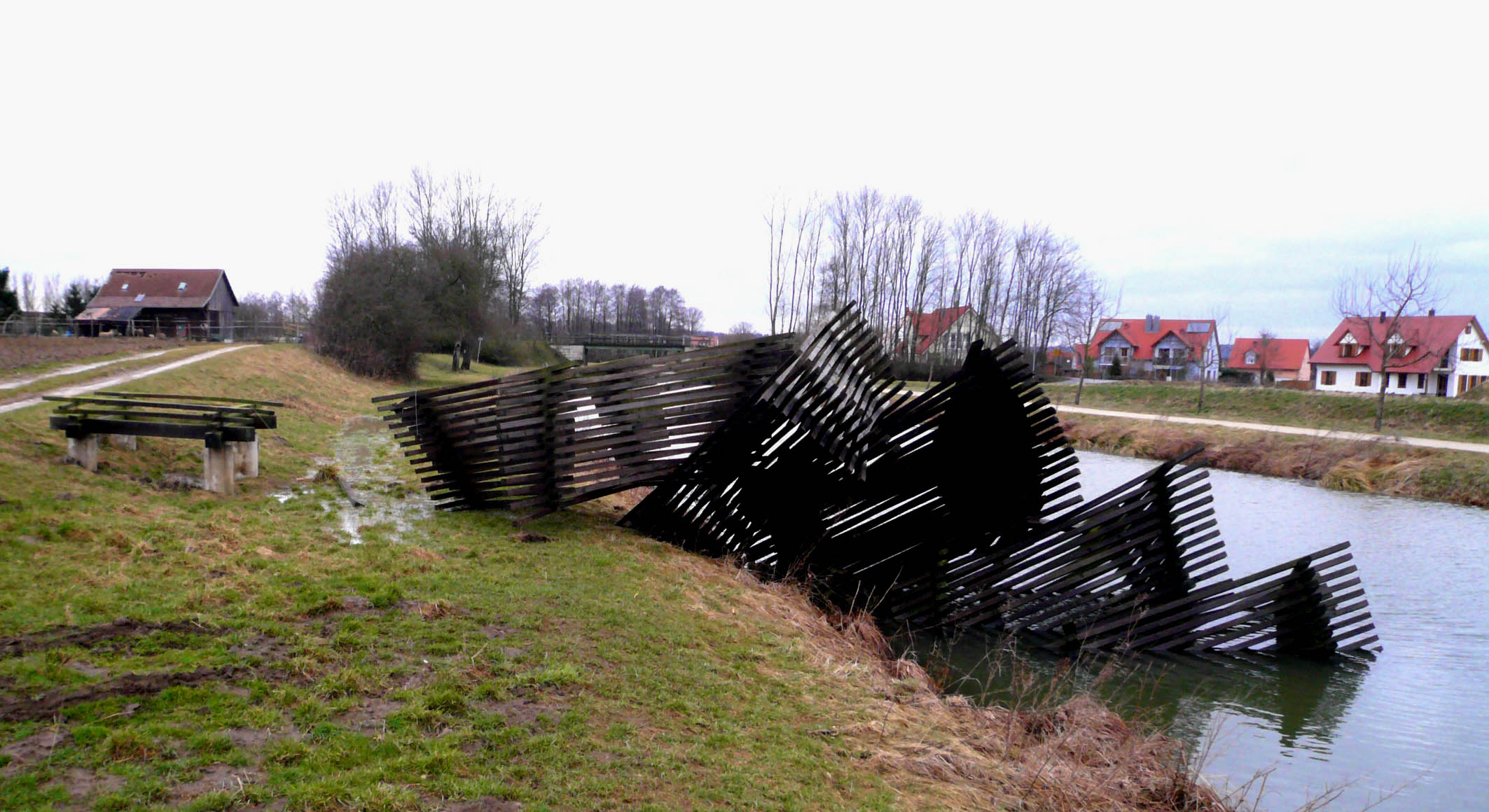
Die „Stapelung 3“ nach ihrer Zerstörung durch den Orkan Emma

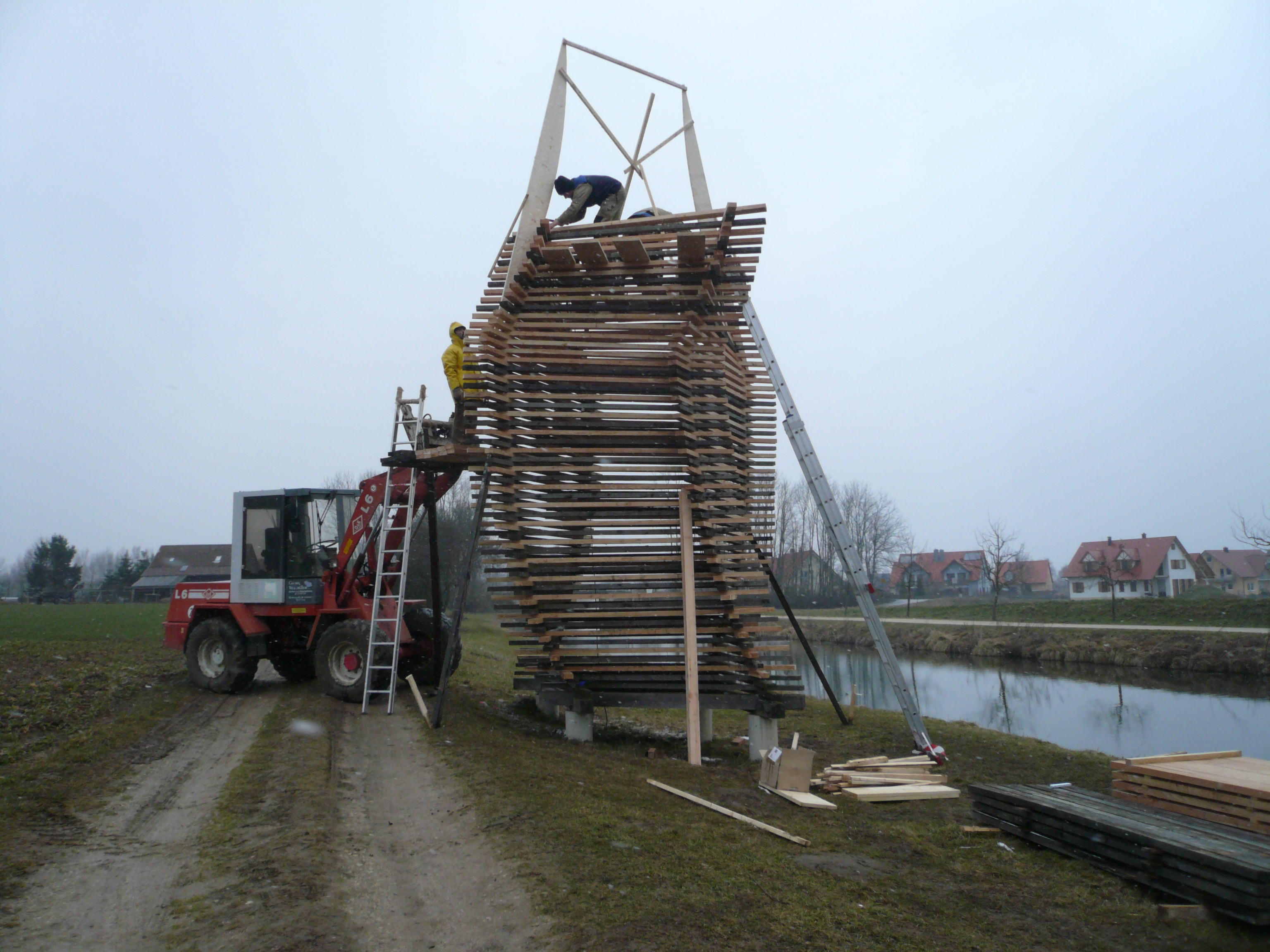
Wiederaufbau „Stapelung 3“ 2009

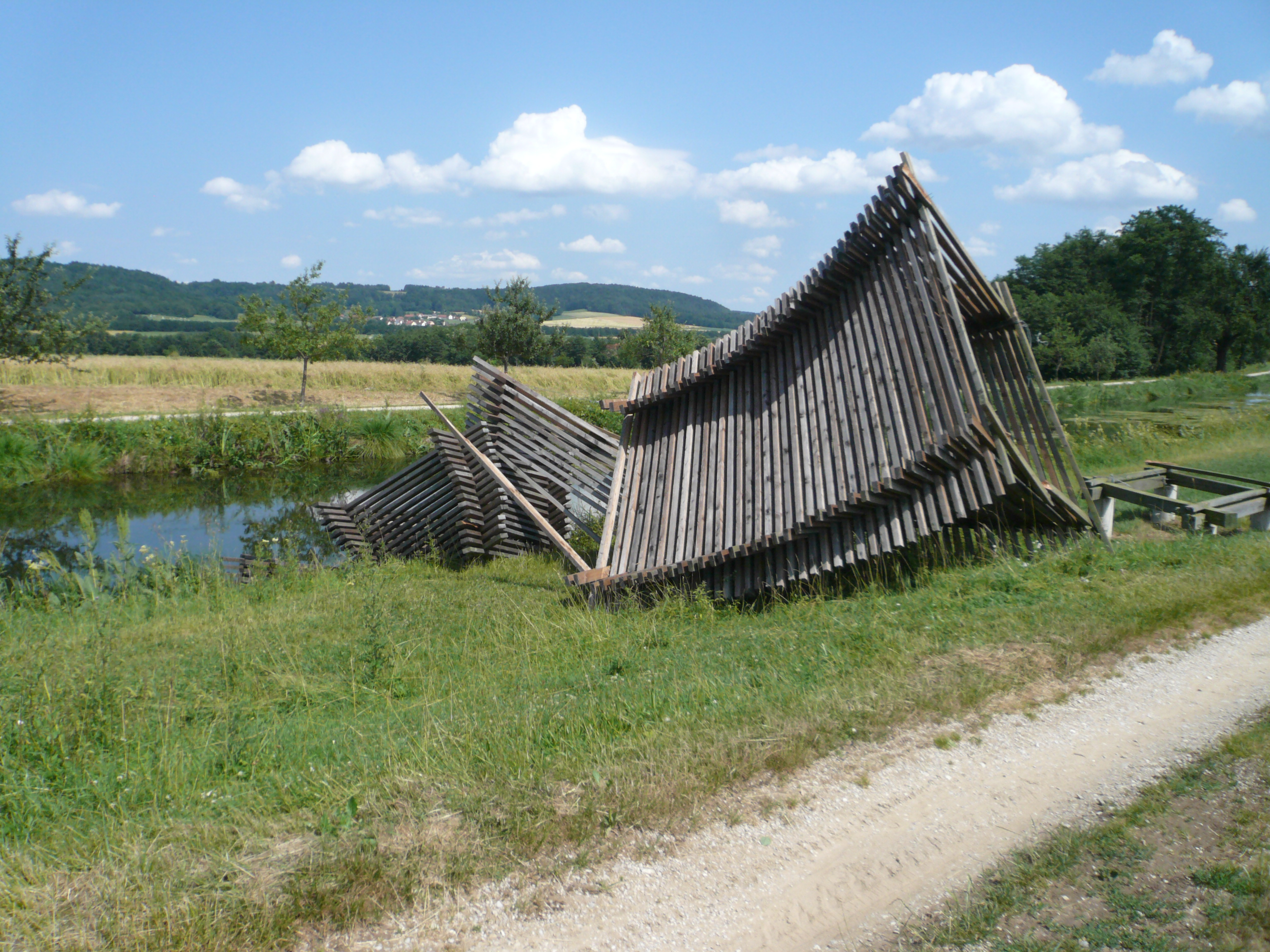
„Stapelung 3“ nach ihrer Zerstörung durch Sturmtief Norina am 12. Juli 2010

Am 12. Juli 2010 wurde die Skulptur zum zweiten Mal infolge des Sturmtiefs Norina zerstört. Der Wiederaufbau mit sturmsichernden Maßnahmen ist geplant.

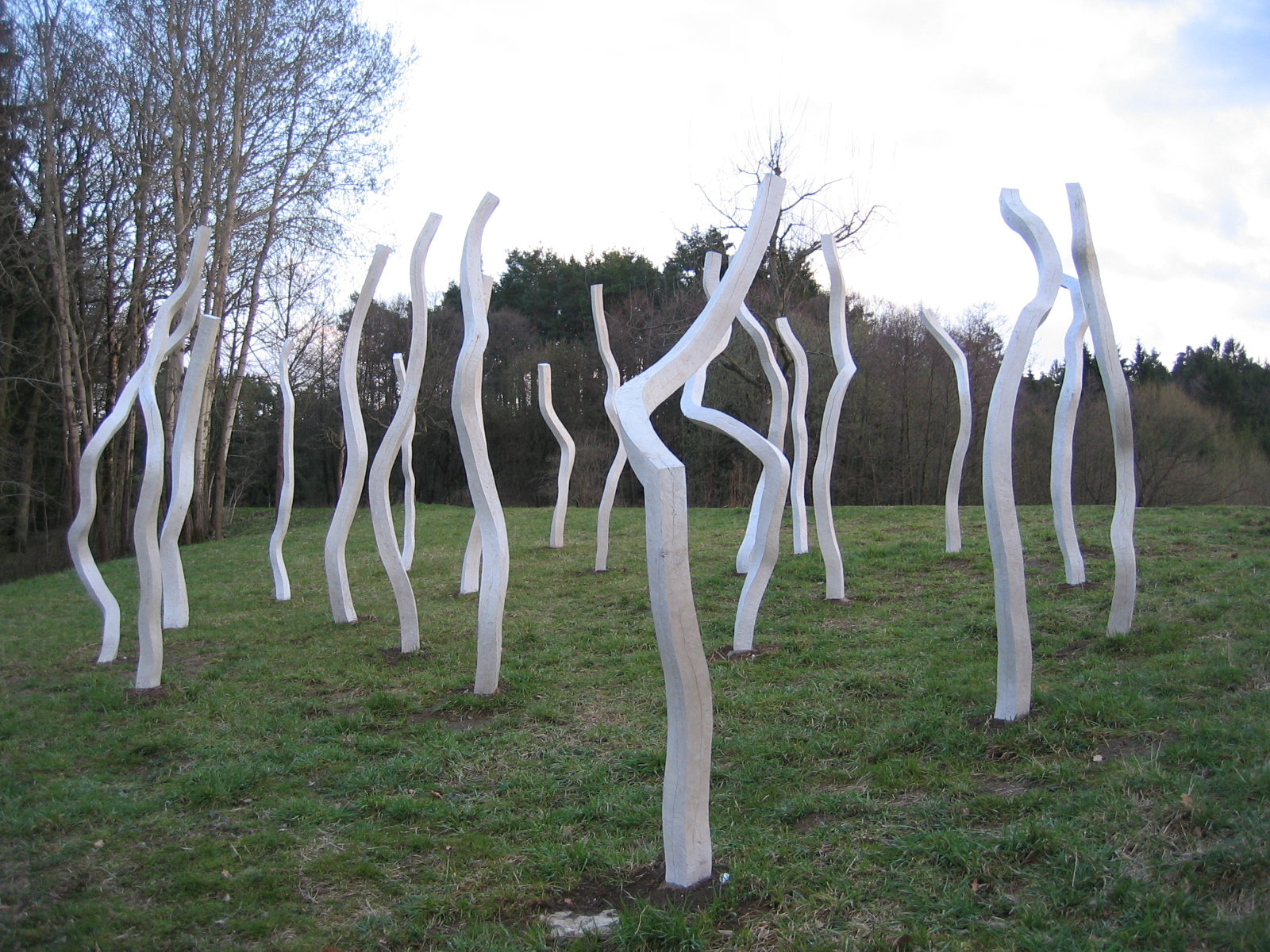
Das „Kraftfeld“ bei Beckenhof

### Kraftfeld
Kraftfeld besteht aus 20 Stelen, die aus Eichenholz geschlagen sind und vom slowenischen Künstler Samo Skoberne gestaltet wurden. Das Stelenfeld befindet sich zwischen Berg und Neumarkt an der Straße nach Beckenhof. Das Objekt wurde Ende März 2004 aufgestellt.
Anmerkung: Die Skulptur ist zurzeit zur Restaurierung abgebaut.

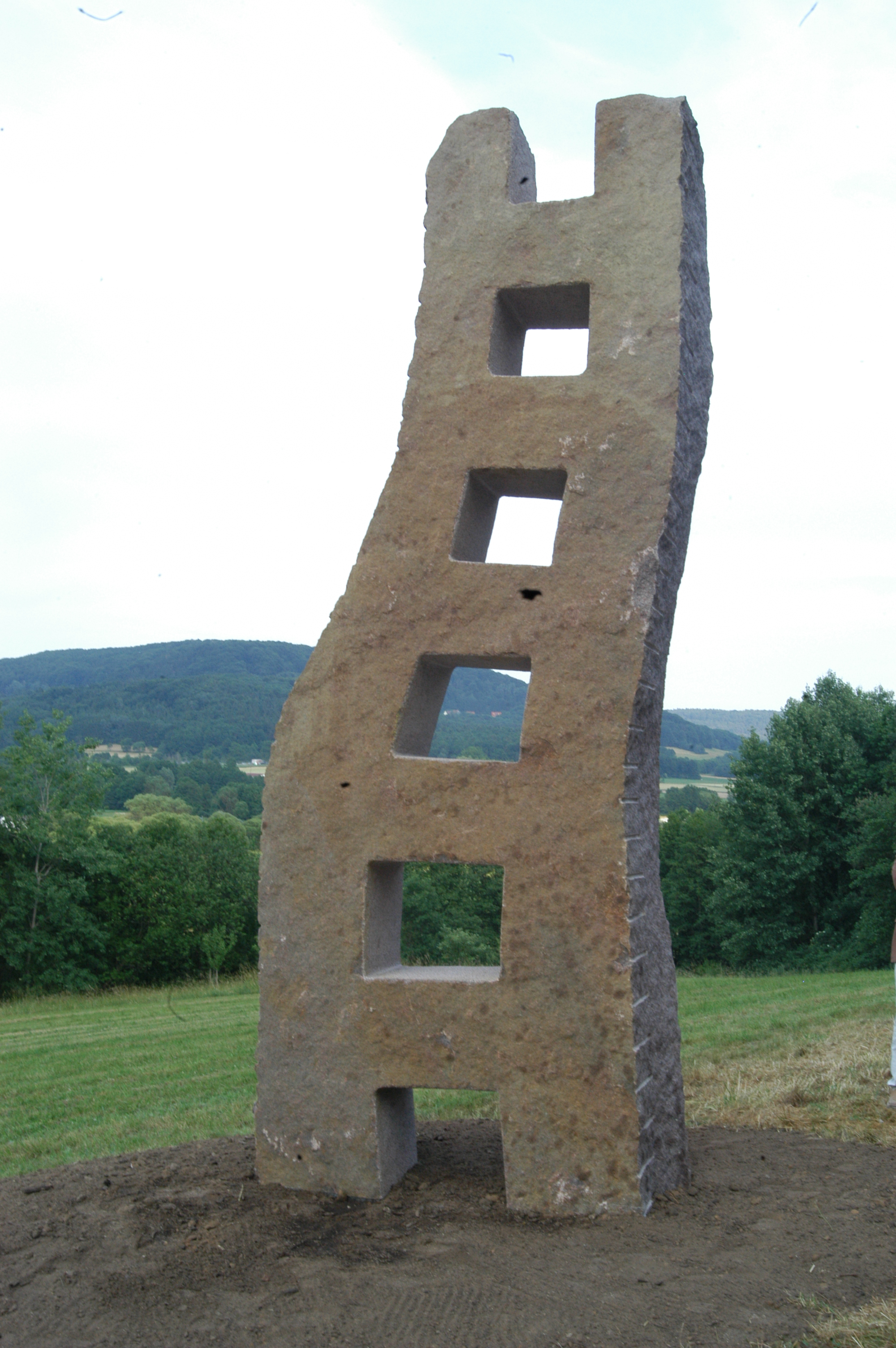
Himmelsleiter bei der Eröffnung Juni 2005

### Himmelsleiter
Himmelsleiter ist ein 4,20 Meter hohes und 8 Tonnen schweres Objekt aus Granit, das vom Münchner Künstler Hubert Maier entworfen wurde. Es befindet sich südlich der Verbindungsstraße vom Berger Ortsteil Unterölsbach nach Reichenholz in der Gemeinde Burgthann. Die Übergabe des Objektes an die Öffentlichkeit erfolgte am 24. Juni 2005.

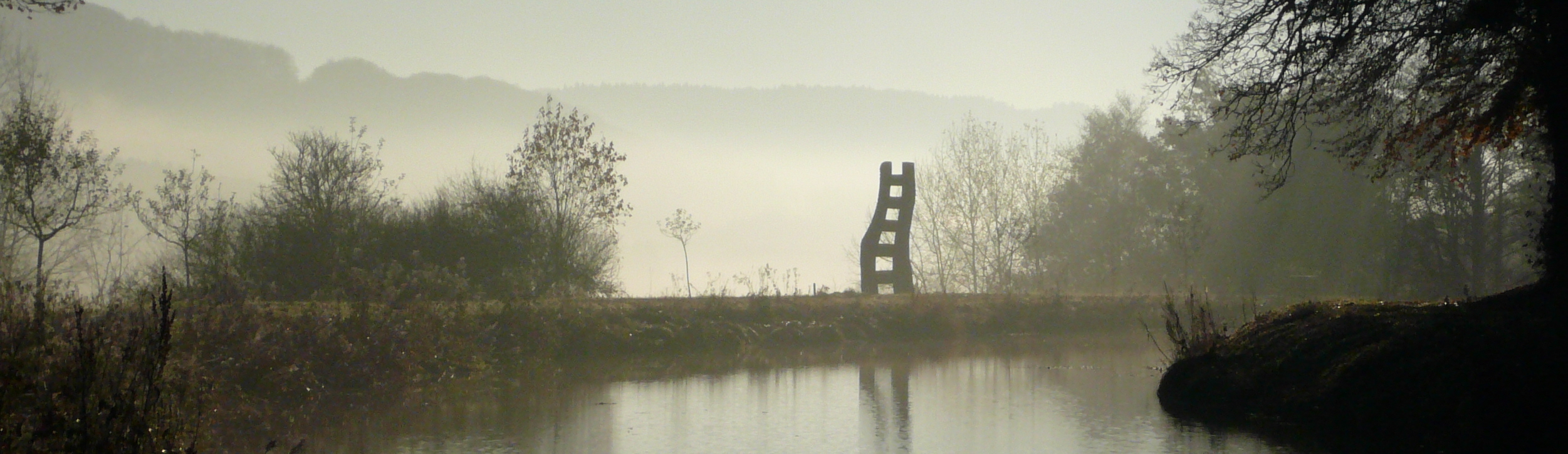
Impression vom Ludwigkanal mit Himmelsleiter

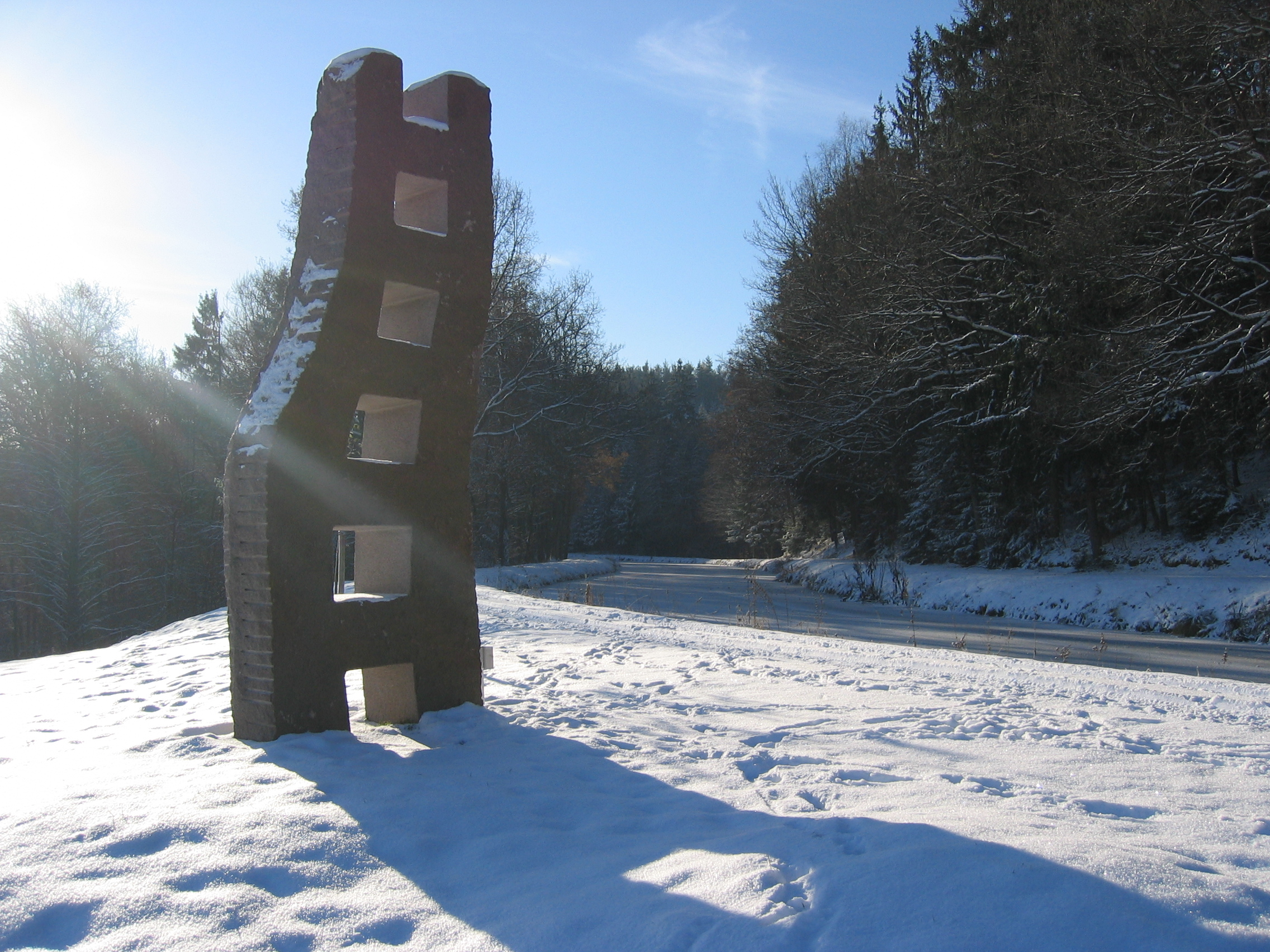
Himmelsleiter im Winter

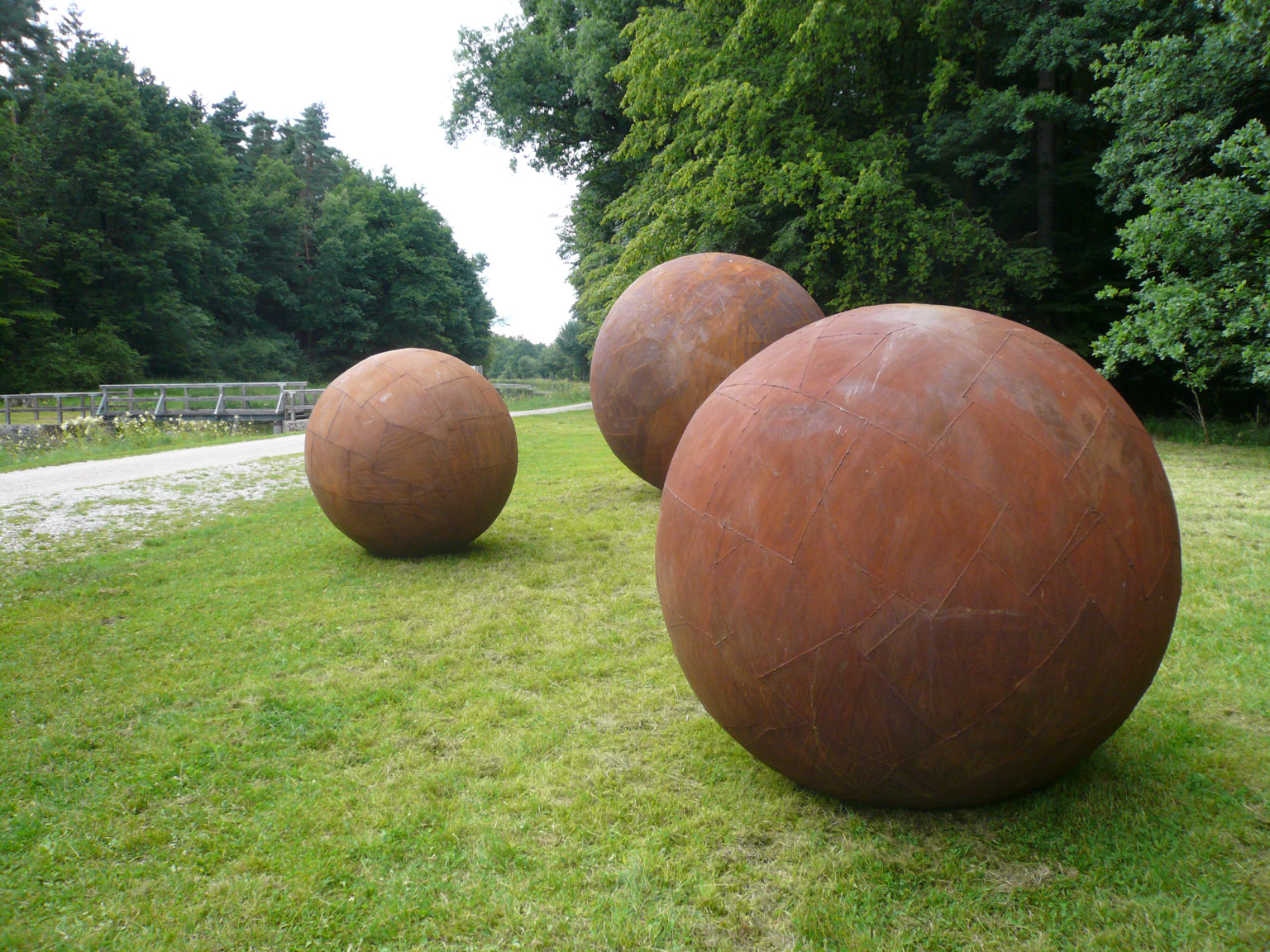
„Die Erde ist keine vollkommene Kugel“ zwischen Unterölsbach und Berg

### Die Erde ist keine vollkommene Kugel
Die Skulptur mit dem Titel  Die Erde ist keine vollkommene Kugel ist ein Arrangement aus 3 Eisenkugeln von jeweils 3 m, 2 m und 1,5 m Durchmesser. Die Kugeln befinden sich seit dem 30. Juni 2007 einige 100 m von der Himmelsleiter in Richtung Berg auf dem freien Platz gegenüber dem Überleiter von Kettenbach. Sie wurden von den Künstlern Hans Thurner und Ute Lechner aus Obing entworfen.

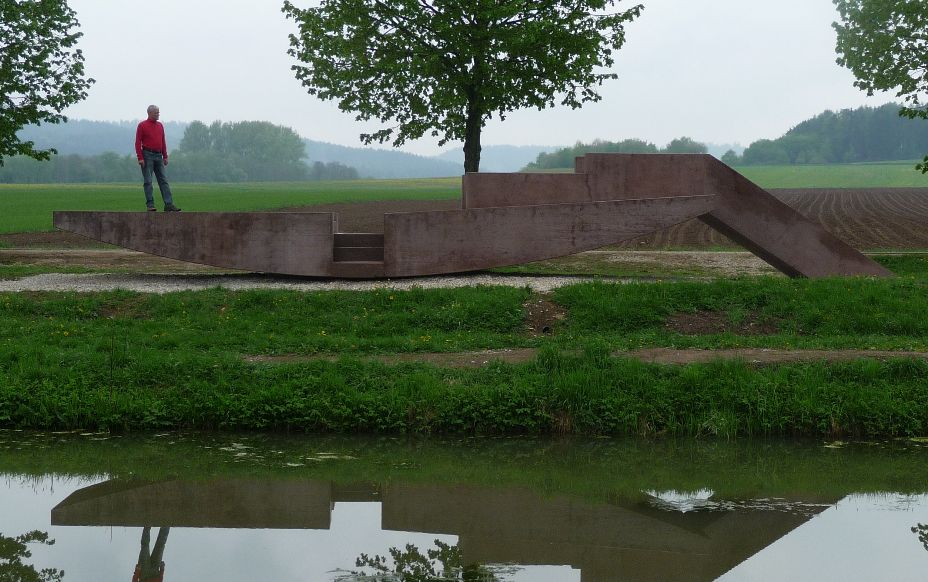
„Schiffbar“ am Ludwigskanal

### Schiffbar
Schiffbar ist eine Betonskulptur von 14 m Länge, die an die historische Treidelschifffahrt am Ludwigskanal erinnert. Schöpfer des Kunstwerkes ist der renommierte Künstler Prof. Claus Bury aus Frankfurt. Nach mehrmonatiger Bautätigkeit mit maßgeblicher Unterstützung durch ansässige Handwerker der Gemeinde Berg wurde das Boot im Jahr 2011 unter Mitwirkung von Repräsentanten der Gemeinde, des Landkreises und der Bayerischen Landesregierung der Öffentlichkeit übergeben.

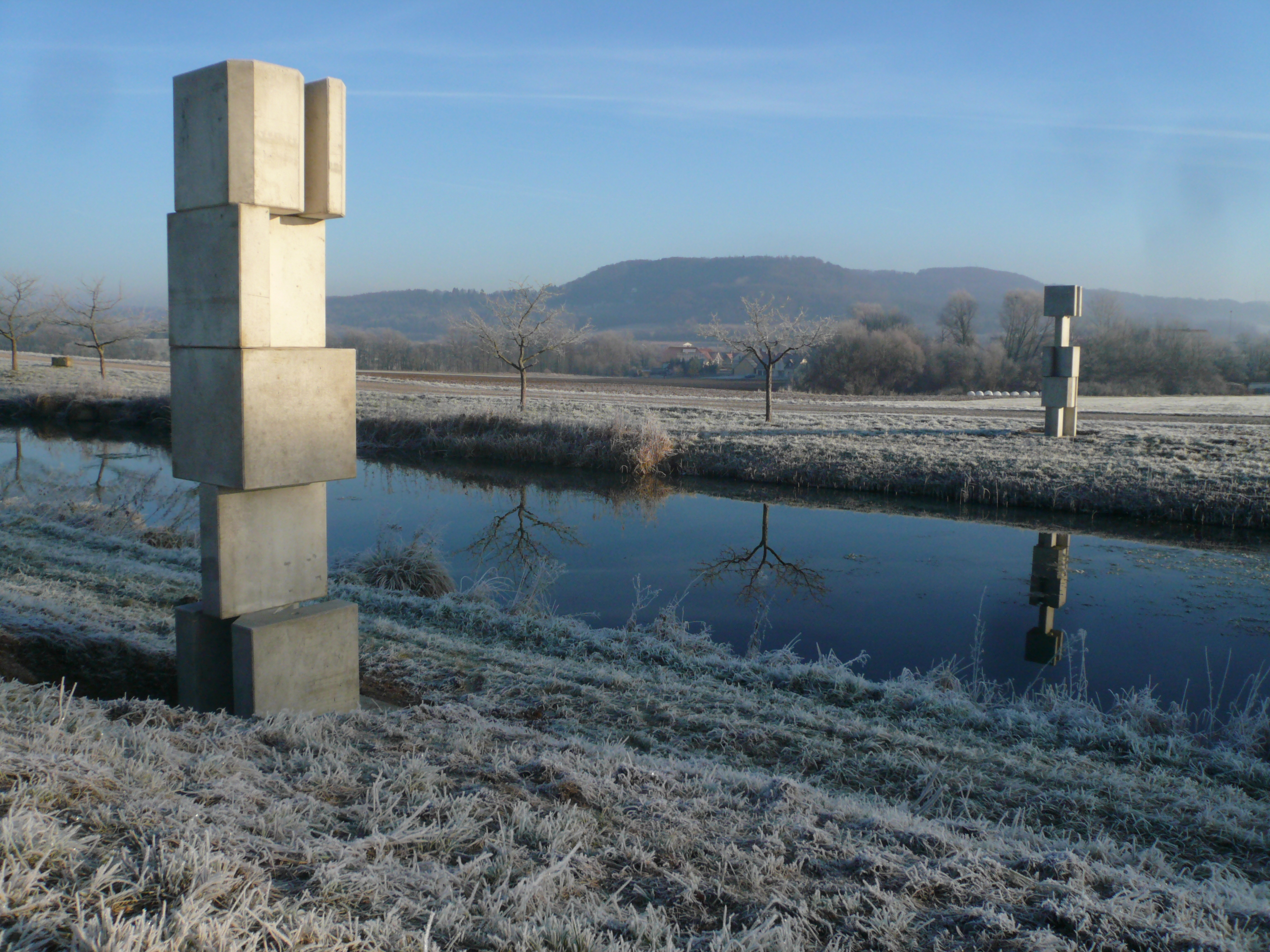
„EINST STEIN“ von Timm Ulrichs

### Einst Stein
Einst Stein ist eine zweiteilige Betonskulptur von je 4 m Höhe, die die Verbindung zwischen dem regional vorherrschenden Gestein dem Jurakalk und dem daraus hergestellten Baustoff Beton. Somit besteht die Skulptur aus Betonbuchstaben mit ca. 80 cm Höhe, Breite sowie Tiefe, die aufeinandergestapelt das Wort EINST auf der einen Seite des Kanals und STEIN auf der anderen Seite bilden. Schöpfer des Kunstwerkes ist der Künstler Timm Ulrichs, der die Skulptur ursprünglich für das Symposium BetonKunst 2007 in Nürnberg mit der Firma Klebl erstellt hat.
Die Firma Klebl hat die Skulptur dem Verein als Schenkung überlassen um einen würdigen Platz neben den anderen Kunstwerken zu bekommen.

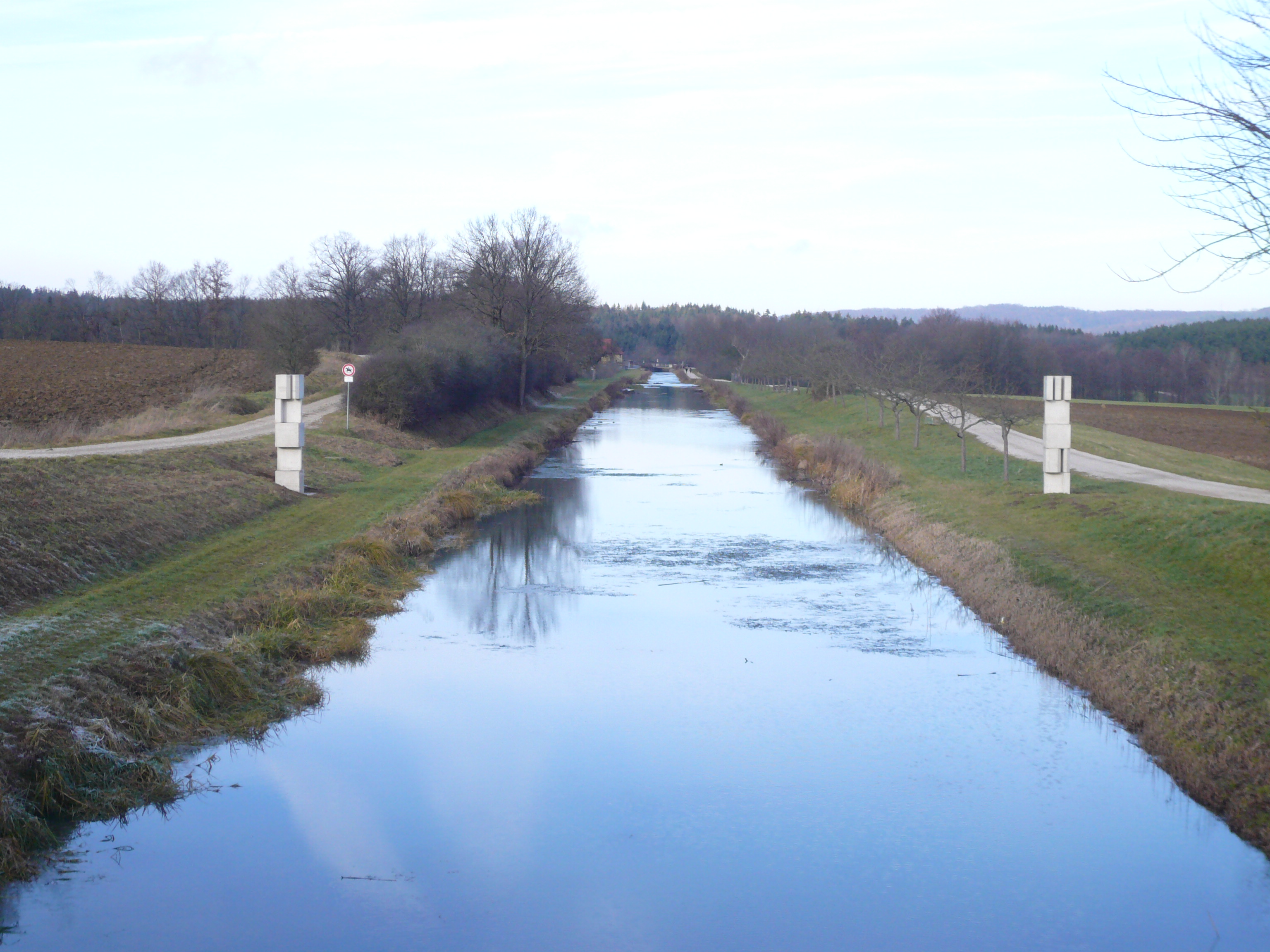
„EINST STEIN“ am Ludwigskanal

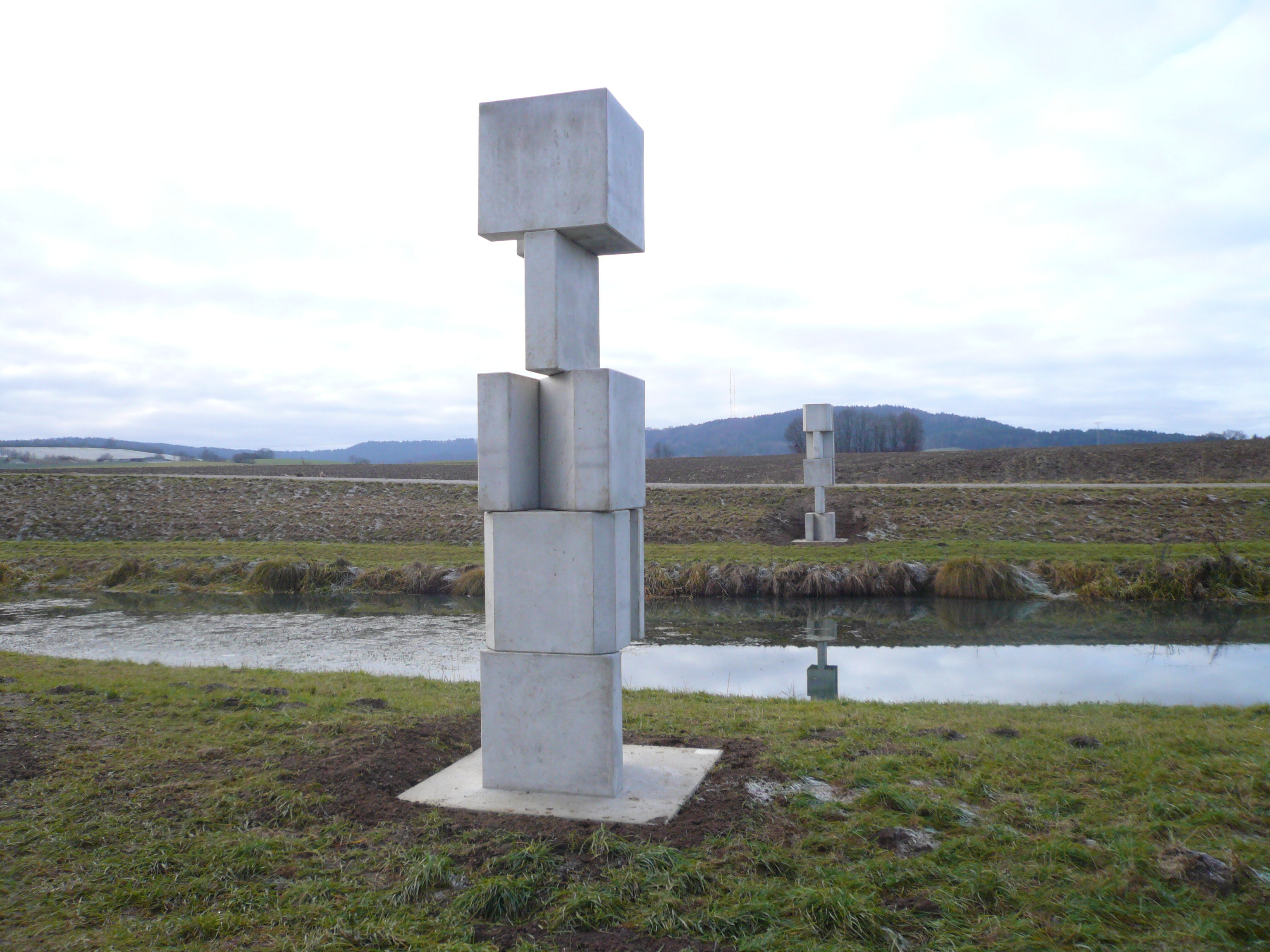
„EINST STEIN“ am Ludwigskanal

## Abschluss des Projektes
Der Verein Kunst am Kanal hat mit der Realisierung der Kunstobjekte
am Ludwigskanal in Berg sein Ziel erreicht „Kunst für jedermann erlebbar“ zu machen
und  diese Werke der Gemeinde Berg und damit den Bürgern 2012 geschenkt.